# こまや
株式会社こまやは、かつて兵庫県神戸市東灘区に本社を置いていたアミューズメント機器の製造・販売会社である。
通称または略称、一般ゲームブランドは「こまや」。

## 概要
1965年2月、こまや商事として小型娯楽機械の製造を開始、1967年5月に有限会社こまやに法人成し、1989年9月に株式会社に移行した。
エレメカアーケードゲーム機の「クレージー15ゲーム」（1965年）、「ベースボール」（1969年）、「ジャンプアップ」（1975年）、「山のぼりゲーム」（1982年）など、主に屋上遊園地、室内ゲーム場などの伝統的市場向けのゲーム機を、新しい発想で開発し続けていた。
2015年8月21日で事業を停止し、同年11月26日に破産手続開始決定を受けた。
こまやは2016年8月17日に法人格が消滅した。

## 主なアーケード作品

### メダルゲーム
- アヒルのヨーイドン
- たからさがし
- ちびっこランド

### エレメカ
- 山のぼりゲーム
- ベースボール
- baseball2
- カエルのうた
- ケロケロパックン
- ねこポリス

### クレーンゲーム
- パオパオクレーン